# 陆鳄属
陸鱷（屬名：Terrestrisuchus）意為「陸地鱷魚」，是種已滅絕的鱷形超目動物，身長約50公分。化石發現於威爾斯，生存年代為三疊紀晚期
陸鱷是種小型、細長、擁有長腿、類似蜥蜴的動物，外表不類似現代鱷魚，但是鱷魚的遠親。陸鱷可能以非常快的速度移動，偶爾以後肢站起，但在正常狀態下仍是以四足方式行走。陸鱷的四肢形狀、姿勢，顯示牠們可以快速奔跑。牠們有非常長的尾巴，相當於頭部到身體的兩倍。當陸鱷以後肢快速奔跑時，尾巴可能具有平衡重心的功能。
陸鱷的四肢直立於身體之下，顯示最原始鱷形類是善奔動物。現代鱷魚偶爾可高速奔跑，以兩隻前肢、兩個後肢作出前後擺動作，以達到迅速移動。化石顯示陸鱷是趾行動物，以腳趾支撐重量行走。某些古生物學家提出，陸鱷可能是跳鱷的未成年體。